# مرد عنکبوتی ۲۰۰۰: میراث
مرد عنکبوتی ۲۰۰۰: میراث (به انگلیسی: Spider-Man 2000: Legacy) یک فن فیلم کوتاه است که در سال ۲۰۲۵ به مناسبت بیست و پنجمین سالگرد انتشار بازی مرد عنکبوتی (۲۰۰۰) در فضای مجازی منتشر شد. این فیلم سه دقیقه ای از تصاویر و عناصر بازی بهره می‌برد و به وسیله آنان برخی از مراحل این بازی را بازسازی می‌کند.